# Madelia
Madelia é uma cidade localizada no estado americano de Minnesota, no Condado de Watonwan.

## Demografia
Segundo o censo americano de 2000, a sua população era de 2340 habitantes.
Em 2006, foi estimada uma população de 2202, um decréscimo de 138 (-5.9%).

## Geografia
De acordo com o United States Census Bureau tem uma área de
3,2 km², dos quais 3,2 km² cobertos por terra e 0,0 km² cobertos por água. Madelia localiza-se a aproximadamente 312 m acima do nível do mar.

## Localidades na vizinhança
O diagrama seguinte representa as localidades num raio de 20 km ao redor de Madelia.